# Zac Cuthbertson
Zachary Lamar Cuthbertson, detto Zac (New Bern, 27 dicembre 1996), è un cestista statunitense.

## Palmarès
- Campionato svedese: 1

Borås Basket: 2019-20
- Campionato polacco: 1

W.M. Szczecin: 2022-2023
- Supercoppa polacca: 1

Wilki Morskie Szczecin: 2023